# مصطفی‌پاشا

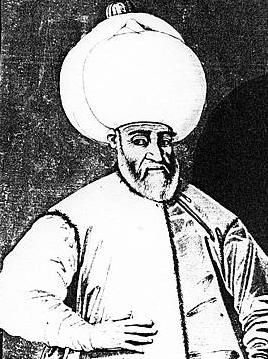
مصطفی پاشا

مصطفی‌پاشا یا لل‍ه‌پاشا (زاده ۱۵۰۰ و درگذشته ۷ مه ۱۵۸۰ میلادی) صدراعظم و سردار بوسنیایی‌تبار امپراتوری عثمانی بود. وی در سال ۱۵۷۸ در زمان پادشاهی شاه محمد خدابنده به ایران حمله کرد و موجبات نبرد چلدر را فراهم کرد.

## عزل از منصب فرماندهی سپاه
سلطان مراد سوم سلطان عثمانی چون در سال ۹۸۷ قمری (۱۵۷۹ میلادی) خبر یافت که سرزمین شروان بار دیگر به دست سپاهیان قزلباش افتاده و عثمان پاشا به قلعه دربند (دمور قاپا) گریخته و عادل‌گرای خان تاتار گرفتار گشته است، مصطفی پاشا (لل‍ه‌پاشا) را از فرماندهی سپاه عثمانی معزول ساخت و سنان پاشا از سرداران عثمانی را به جای وی منصوب کرد.